# Купа на България по футбол 1994/95
Тази страница представя турнира за Купата на България, проведен през сезон 1994/95 година. Победителят получава право на участие в турнира за КНК за следващия сезон.

## Предварителни кръгове
Разполагаме само с резултатите от финалната фаза.

## Първи кръг
В първия кръг на турнира участват отборите от двете „Б“ групи и регионалните представители от аматьорския футбол. Жребият е дирижиран, като отборите са разпределени в две групи по географски признак - Северна и Южна България. Играе се по една среща, а при равенство в редовното време се играят две продължения по 15 минути и ако резултатът отново е равен, се преминава към изпълнение на дузпи. Домакини на мачовете са отборите от по-долна дивизия, а при двойките с отбори от една дивизя домакинството се определя чрез жребий. 
| 18 октомври 1994 г., вторник, 14:00 часа | 18 октомври 1994 г., вторник, 14:00 часа | 18 октомври 1994 г., вторник, 14:00 часа |  |
| ---------------------------------------- | ---------------------------------------- | ---------------------------------------- |  |
| Лесичери                                 | 2:3                                      | Овеч (Провадия)                          |  |

| 19 октомври 1994 г., сряда, 14:00 часа | 19 октомври 1994 г., сряда, 14:00 часа | 19 октомври 1994 г., сряда, 14:00 часа | |
| -------------------------------------- | -------------------------------------- | -------------------------------------- | --- |
| Спартак (Плевен)                       | 3:1                                    | Локомотив (Видин)                      | |
| Черно море (Варна)                     | 2:0                                    | Ботев (Нови пазар)                     | |
| Олимпик (Галата)                       | 4:1                                    | Сторгозия (Плевен)                     | |
| Химик (Смядово)                        | 3:0 сл.                                | Преслав (Велики Преслав)               | Срещата завършва 4:0 в полза на "Преслав", но "Химик" подава контестация за нередовен състезател в състава на гостите, която е уважена от БФС. |
| Орловец (Победа)                       | 0:5                                    | Раковски (Русе)                        | |
| Левски (Брест)                         | 0:3                                    | Дунав (Русе)                           | |
| Чумерна (Елена)                        | 1:4                                    | Корабостроител (Русе)                  | |
| Бенковски (Бяла)                       | 2:1                                    | Порт 93 (Варна)                        | |
| Чавдар (Бяла Слатина)                  | 2:0                                    | Светкавица (Търговище)                 | |
| Бойчиновци                             | 0:3                                    | Чардафон (Габрово)                     | |
| Тимок (Брегово)                        | 1:2                                    | Академик (Свищов)                      | |
| Академик (Габрово)                     | 2:0                                    | Кубрат                                 | |
| Академик Бона (Търговище)              | 0:6                                    | Спартак (Варна)                        | |
| Металик (Сопот)                        | 2:0                                    | Несебър                                | |
| Секирово (Раковски)                    | 0:6                                    | Миньор (Перник)                        | |
| Беласица (Петрич)                      | 5:0                                    | Хебър (Пазарджик)                      | |
| Ботев (Ихтиман)                        | 5:1                                    | Марек (Дупница)                        | |
| Джебел                                 | 2:1                                    | Левски (Кюстендил)                     | |
| Кремиковци                             | 2:1                                    | Чирпан                                 | |
| Ямбол                                  | 2:0                                    | Граничар (Свиленград)                  | |
| Хасково                                | 5:1                                    | Сливен                                 | |
| Рила (Белица)                          | 1:2                                    | Черноморец (Бургас)                    | |
| Родопа (Смолян)                        | 3:2                                    | Черно море (Поморие)                   | |
| Химик (Дупница)                        | 0:4                                    | Академик (София)                       | |

| 20 октомври 1994 г., четвъртък, 14:00 часа | 20 октомври 1994 г., четвъртък, 14:00 часа | 20 октомври 1994 г., четвъртък, 14:00 часа |  |
| ------------------------------------------ | ------------------------------------------ | ------------------------------------------ |  |
| Арсенал (Казанлък)                         | 1:0                                        | Компакт (Димитровград)                     |  |

Отборите на Панайот Хитов (Тутракан), Доростол (Силистра), Олимпик (Твърдица), Оборище (Панагюрище), Пирин (Гоце (Делчев) и Септември (София) се класират направо за втория кръг.

## Втори кръг
Участват победителите и почиващите отбори от първия кръг. Победителите от втория кръг се класират за 1/16 финалите на турнира. Жребият е дирижиран, като отборите са разпределени в две групи по географски признак - Северна и Южна България. Играе се по една среща, а при равенство в редовното време се играят две продължения по 15 минути и ако резултатът отново е равен, се преминава към изпълнение на дузпи. Домакини на мачовете са отборите от по-долна дивизия, а при двойките с отбори от една дивизя домакинството се определя чрез жребий.
| 2 ноември 1994 г., сряда, 13:00 часа | 2 ноември 1994 г., сряда, 13:00 часа | 2 ноември 1994 г., сряда, 13:00 часа |                      |
| ------------------------------------ | ------------------------------------ | ------------------------------------ | -------------------- |
| Бенковски (Бяла)                     | 1:7                                  | Спартак (Варна)                      |                      |
| Чавдар (Бяла Слатина)                | 3:1                                  | Корабостроител (Русе)                |                      |
| Овеч (Провадия)                      | 2:0                                  | Раковски (Русе)                      |                      |
| Дунав (Русе)                         | 3:0                                  | Академик (Свищов)                    |                      |
| Черно море (Варна)                   | 4:2                                  | Доростол (Силистра)                  |                      |
| Олимпик (Галата)                     | 0:0                                  | Чардафон (Габрово)                   | след продължения 2:1 |
| Академик (Габрово)                   | 2:0                                  | Химик (Смядово)                      |                      |
| Панайот Хитов (Тутракан)             | 0:1                                  | Спартак (Плевен)                     |                      |
| Олимпик (Твърдица)                   | 2:1                                  | Черноморец (Бургас)                  |                      |
| Кремиковци                           | 1:1                                  | Миньор (Перник)                      | след продължения 2:1 |
| Академик (София)                     | 2:2                                  | Септември (София)                    | след продължения 4:2 |
| Арсенал (Казанлък)                   | 2:3                                  | Пирин (Гоце (Делчев)                 |                      |
| Родопа (Смолян)                      | 1:0                                  | Металик (Сопот)                      |                      |
| Джебел                               | 3:2                                  | Ботев (Ихтиман)                      |                      |
| Оборище (Панагюрище)                 | 1:3                                  | Беласица (Петрич)                    |                      |
| Ямбол                                | 2:0                                  | Хасково                              |                      |

## 1/16 финали
В 1/16 финалите към 16-те победители от втори кръг се включват и 16-те отбора от "А" група. Жребият е пълен. Играе се в две срещи на раменено гостуване. При равен резултат в двубоя, след края на редовното време на втората среща се играят две продължения по 15 минути, а ако след продълженията резултатът отново е равен, се преминава към изпълнението на дузпи.
| Локомотив (Пловдив)                                                                | 0:0 и 1:1     | Спартак (Пловдив)           |                                        |
| 22 ноември 1994 г., вторник, 14:00 часа реванши на 7 декември, сряда, 13:00 часа   |               |                             |                                        |
| Родопа (Смолян)                                                                    | 3:3 и 0:3 сл. | Овеч (Провадия)             | Родопа не се явява за мача в Провадия. |
| Черно море (Варна)                                                                 | 3:3 и 0:1     | Кремиковци                  |                                        |
| Олимпик (Галата)                                                                   | 3:0 и 0:3     | Берое (Стара Загора)        | след продължения в реванша: 1:6        |
| Нефтохимик (Бургас)                                                                | 0:1 и 1:0     | Локомотив (Горна Оряховица) | след продължения в реванша: 2:0        |
| Олимпик (Твърдица)                                                                 | 1:1 и 1:4     | Дунав (Русе)                |                                        |
| Пирин (Гоце (Делчев)                                                               | 0:1 и 0:6     | Спартак (Варна)             |                                        |
| Джебел                                                                             | 0:1 и 1:12    | ЦСКА (София)                |                                        |
| Чавдар (Бяла Слатина)                                                              | 3:1 и 1:1     | ЛЕКС (Ловеч)                |                                        |
| Академик (София)                                                                   | 1:2 и 1:6     | Етър (Велико Търново)       |                                        |
| Локомотив (София)                                                                  | 7:0 и 6:0     | Академик (Габрово)          |                                        |
| Шумен                                                                              | 2:3 и 1:1     | Добруджа (Добрич)           |                                        |
| Спартак (Плевен)                                                                   | 2:0 и 0:3     | Пирин (Благоевград)         |                                        |
| Монтана                                                                            | 6:0 и 1:2     | Беласица (Петрич)           |                                        |
| Ботев (Пловдив)                                                                    | 4:2 и 2:2     | Славия (София)              |                                        |
| 22 ноември 1994 г., вторник, 17:00 часа, реванш на 6 декември, вторник, 13:00 часа |               |                             |                                        |
| Левски (София)                                                                     | 6:0 и 2:2     | Ямбол                       |                                        |

## 1/8 финали
| 15 февруари 1995 г., сряда, 14:00 часа и реванш на 8 март 1995 г., сряда, от 13:30 часа   | 15 февруари 1995 г., сряда, 14:00 часа и реванш на 8 март 1995 г., сряда, от 13:30 часа | 15 февруари 1995 г., сряда, 14:00 часа и реванш на 8 март 1995 г., сряда, от 13:30 часа |  |
| ----------------------------------------------------------------------------------------- | --------------------------------------------------------------------------------------- | --------------------------------------------------------------------------------------- |  |
| Нефтохимик (Бургас)                                                                       | 2:2 и 3:2                                                                               | Левски (София)                                                                          |  |
| 18 февруари 1995 г., събота, 14:00 часа и реванши на 8 март 1995 г., сряда, от 13:30 часа |                                                                                         |                                                                                         |  |
| Кремиковци                                                                                | 0:2 и 1:1                                                                               | Спартак (Варна)                                                                         |  |
| Чавдар (Бяла Слатина)                                                                     | 2:1 и 0:1                                                                               | Берое (Стара Загора)                                                                    |  |
| Овеч (Провадия)                                                                           | 0:0 и 0:2                                                                               | Етър (Велико Търново)                                                                   |  |
| Пирин (Благоевград)                                                                       | 0:1 и 1:1                                                                               | Монтана (Монтана)                                                                       |  |
| 18 февруари 1995 г., неделя, 14:00 часа и реванш на 8 март 1995 г., сряда, от 13:30 часа  |                                                                                         |                                                                                         |  |
| Локомотив (Пловдив)                                                                       | 3:5 и 1:2                                                                               | Ботев (Пловдив)                                                                         |  |
| 1 март 1995 г., сряда, 14:00 часа и реванши на 8 март 1995 г., сряда, от 13:30 часа       |                                                                                         |                                                                                         |  |
| ПФК ЦСКА (София)                                                                          | 3:1 и 1:0                                                                               | Добруджа (Добрич)                                                                       |  |
| Дунав (Русе)                                                                              | 0:1 и 0:0                                                                               | Локомотив (София)                                                                       |  |

## 1/4 финали
| 5 април 1995 г., сряда, 17:00 часа и реванши на 3 май 1995 г., сряда от 17:00 часа | 5 април 1995 г., сряда, 17:00 часа и реванши на 3 май 1995 г., сряда от 17:00 часа | 5 април 1995 г., сряда, 17:00 часа и реванши на 3 май 1995 г., сряда от 17:00 часа |                                        |
| ---------------------------------------------------------------------------------- | ---------------------------------------------------------------------------------- | ---------------------------------------------------------------------------------- | -------------------------------------- |
| Спартак (Варна)                                                                    | 0:6 и 0:2                                                                          | Нефтохимик (Бургас)                                                                |                                        |
| Локомотив (София)                                                                  | 1:0 и 1:1                                                                          | ПФК ЦСКА (София)                                                                   |                                        |
| Монтана (Монтана)                                                                  | 5:0 и 1:2                                                                          | Берое (Стара Загора)                                                               |                                        |
| Етър (Велико Търново)                                                              | 0:0 и 1:4                                                                          | Ботев (Пловдив)                                                                    | Реваншът в Пловдив е игран от 20:30 ч. |

## Полуфинали
| 10 май 1995 г. сряда, 18:00 часа и 17 май, сряда, 17:00 часа | 10 май 1995 г. сряда, 18:00 часа и 17 май, сряда, 17:00 часа | 10 май 1995 г. сряда, 18:00 часа и 17 май, сряда, 17:00 часа |                                         |
| ------------------------------------------------------------ | ------------------------------------------------------------ | ------------------------------------------------------------ | --------------------------------------- |
| Нефтохимик (Бургас)                                          | 0:1 и 1:0                                                    | Локомотив (София)                                            | след продължения във втората среша: 1:1 |
| Монтана (Монтана)                                            | 2:5 и 2:6                                                    | Ботев (Пловдив)                                              |                                         |

## Финал
| 27 май 1995 г., събота, 19:00 ч., Национален стадион „Васил Левски“, гр. София, 12 000 зрители |     |                 |
|                                                                                                |     |                 |
| Локомотив (София)                                                                              | 4:2 | Ботев (Пловдив) |

- Голмайстори:
  - 0:1 Хвойнев (13), 1:1 Донев (28), 2:1 Я. Петров (45), 3:1 Маринов (55), 4:1 Чилибонов (77), 4:2 Сираков (83)

| №  |  | Състав              |
| -- |  | ------------------- |
| 01 |  | Румен Апостолов 90' |
| 02 |  | Антон Велков        |
| 03 |  | Явор Вълчинов       |
| 04 |  | Димитър Васев       |
| 05 |  | Йордан Маринов      |
| 06 |  | Иво Славчев         |
| 07 |  | Дончо Донев         |
| 08 |  | Христо Коилов       |
| 09 |  | Иван Радивоевич     |
| 10 |  | Диян Петков 68'     |
| 11 |  | Ясен Петров 61'     |

| №  |  | Състав            |
| -- |  | ----------------- |
| 01 |  | Борислав Михайлов |
| 02 |  | Радослав Видов    |
| 03 |  | Румен Димитров    |
| 04 |  | Антон Сивинов     |
| 05 |  | Георги Марков     |
| 06 |  | Аян Садъков 61'   |
| 07 |  | Румен Иванов      |
| 08 |  | Наско Сираков     |
| 09 |  | Борис Хвойнев     |
| 10 |  | Георги Донков     |
| 11 |  | Костадин Видолов  |

| №  |  | Резерви                 |
| -- |  | ----------------------- |
| 12 |  | Александър Миновски 90' |
| 13 |  | Пламен Мечев            |
| 14 |  | Симеон Чилибонов 68'    |
| 15 |  | Валери Йочев 61'        |
| 16 |  | Георги Борисов          |

| №  |  | Резерви             |
| -- |  | ------------------- |
| 12 |  | Васил Василев       |
| 13 |  | Димитър Сираков     |
| 14 |  | Пламен Петров       |
| 15 |  | Стефан Драганов 61' |
| 16 |  | Красимир Димитров   |

|  |  | Ст. треньор       |
|  |  | ----------------- |
|  |  | Радослав Здравков |

|  |  | Ст. треньор |
|  |  | ----------- |
|  |  | Павел Панов |

- Съдия: Йон Крачунеску (Румъния)